# Gerd-Axel Ahrens
Gerd-Axel Ahrens (* 2. Oktober 1948 in Lübbecke) ist ein deutscher Bauingenieur und Verkehrsplaner. Bis 31. August 2015 war er Inhaber des Lehrstuhls für Verkehrs- und Infrastrukturplanung an der Fakultät Verkehrswissenschaften „Friedrich List“ der Technischen Universität Dresden.

## Leben
Ahrens studierte von 1970 bis 1976 Bauingenieur- und Stadtbauwesen an der TU Braunschweig. Von 1975 bis 1976 studierte er, im Rahmen eines Fulbright-Stipendiums, an der Carnegie Mellon University in Pittsburgh (USA). 1977 war er zunächst als Verkehrsingenieur in Wien tätig. Ab 1978 folgte eine Tätigkeit als wissenschaftlicher Mitarbeiter an der TU Braunschweig, die 1983 zur Promotion führte.
Im gleichen Jahr folgte eine Anstellung als Baureferendar für Stadtbauwesen beim Land Niedersachsen. 1985 folgte die zweite Staatsprüfung zum Assessor des Baufaches in Frankfurt am Main. Ab 1985 war er wissenschaftlicher Mitarbeiter beim Umweltbundesamt in Berlin. Ab 1991 war Ahrens Referats-/Abteilungsleiter für Verkehr beim Senator für Bau und Umwelt der Freien Hansestadt Bremen.
Im Jahr 2000 wurde er zum Professor für Verkehrs- und Infrastrukturplanung an der Fakultät Verkehrswissenschaften nach Dresden berufen. Zwischen 2003 und 2006 war er Dekan der Fakultät.
Seit 2002 ist Ahrens Mitglied im wissenschaftlichen Beirat des Bundesministers für Verkehr, Bau und Stadtentwicklung.
Er hatte den Lehrstuhl bis 31. August 2015 inne. Seine Nachfolge trat zum 1. September 2015 Regine Gerike an.